# Letní palác v Pekingu

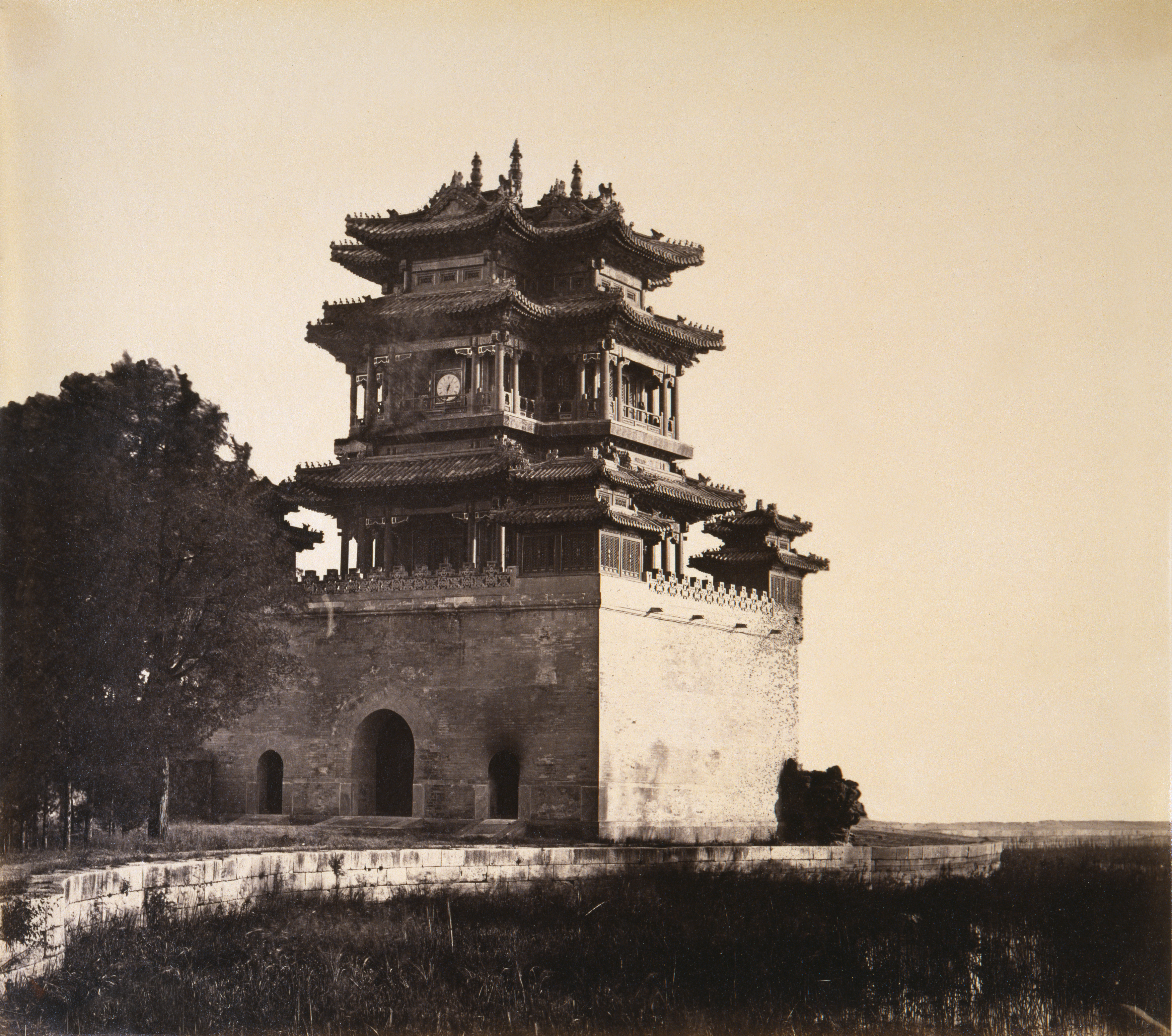
Felice Beato: Císařský letní palác před vypálením, říjen 1860

Letní palác (čínsky v českém přepisu I-che-ťüan, pchin-jinem Yíhéyuán, znaky zjednodušené 颐和园, tradiční 頤和園) je palácový komplex na severozápadním předměstí města Peking v Čínské lidové republice. Rozkládá se na ploše 2,9 km², přičemž celé tři čtvrtiny zaujímají různé vodní plochy. Zbytek je zaplněn více než třemi tisíci různorodých staveb.

## Historie
Byl postaven v polovině 18. století jako letní příbytek pro císařskou rodinu dynastie Čching. Nachází se na návrší Wan-šou (česky Hora dlouhověkosti), které je omýváno uměle zbudovaným jezerem Kchun-ming. Jezero překlenuje impozantní Mramorový most sedmnácti oblouků, který je po celé délce 150 m zdoben více než 500 sloupky s ozdobně vyřezávanými hlavicemi ve tvaru lvů.
K paláci patří i rozsáhlá zahrada Čching-ji-jüan (česky Zahrada průzračných vln), založená spolu s jezerem Kchun-ming v roce 1750 na příkaz císaře Čchien-lunga jako dar jeho matce k šedesátým narozeninám.
V roce 1860 poničil Letní palác požár, ale v roce 1888 byl celý komplex opět obnoven. V roce 1998 byl palác včetně zahrady přiřazen ke světovému dědictví UNESCO.